# كوني فايف
كوني فايف (بالإنجليزية: Connie Fife)‏ (1961، ساسكاتشوان في كندا - 2017 في كندا)؛ كاتِبة وشاعرة كندية.